# Guennadi Padalka
Guennadi Ivanovitch Padalka (en russe : Геннадий Иванович Падалка) est un cosmonaute russe né le 21 juin 1958 à Krasnodar, dans la partie russe de l'Union soviétique. Après une carrière de pilote militaire, il est sélectionné comme cosmonaute en 1989. Il effectue un premier séjour de longue durée dans l'espace à bord de la station spatiale Mir en 1998-1999 puis fait partie de l'équipage de la Station spatiale internationale à quatre reprises entre 2002 et 2015, en tant que commandant. 

## Formation initiale et carrière militaire
Padalka suit les cours de l'école militaire d'aviation d'Ieïsk dont il sort diplômé en 1979. Il devient alors pilote de chasseur bombardier dans l'Armée de l'air soviétique et est affecté dans une escadrille basée en Allemagne de l'Est puis en Sibérie orientale. Il accumule 1 500 heures de vol sur six types d'avion, dont les modèles L-29, Mig 17 et Soukhoï 24, et passe pilote de 1re classe. Il achèvera sa carrière militaire avec le grade de colonel. Par ailleurs il effectue plus de 300 sauts en parachute et sert comme instructeur pour l'entrainement général au saut en parachute.

## Carrière de cosmonaute

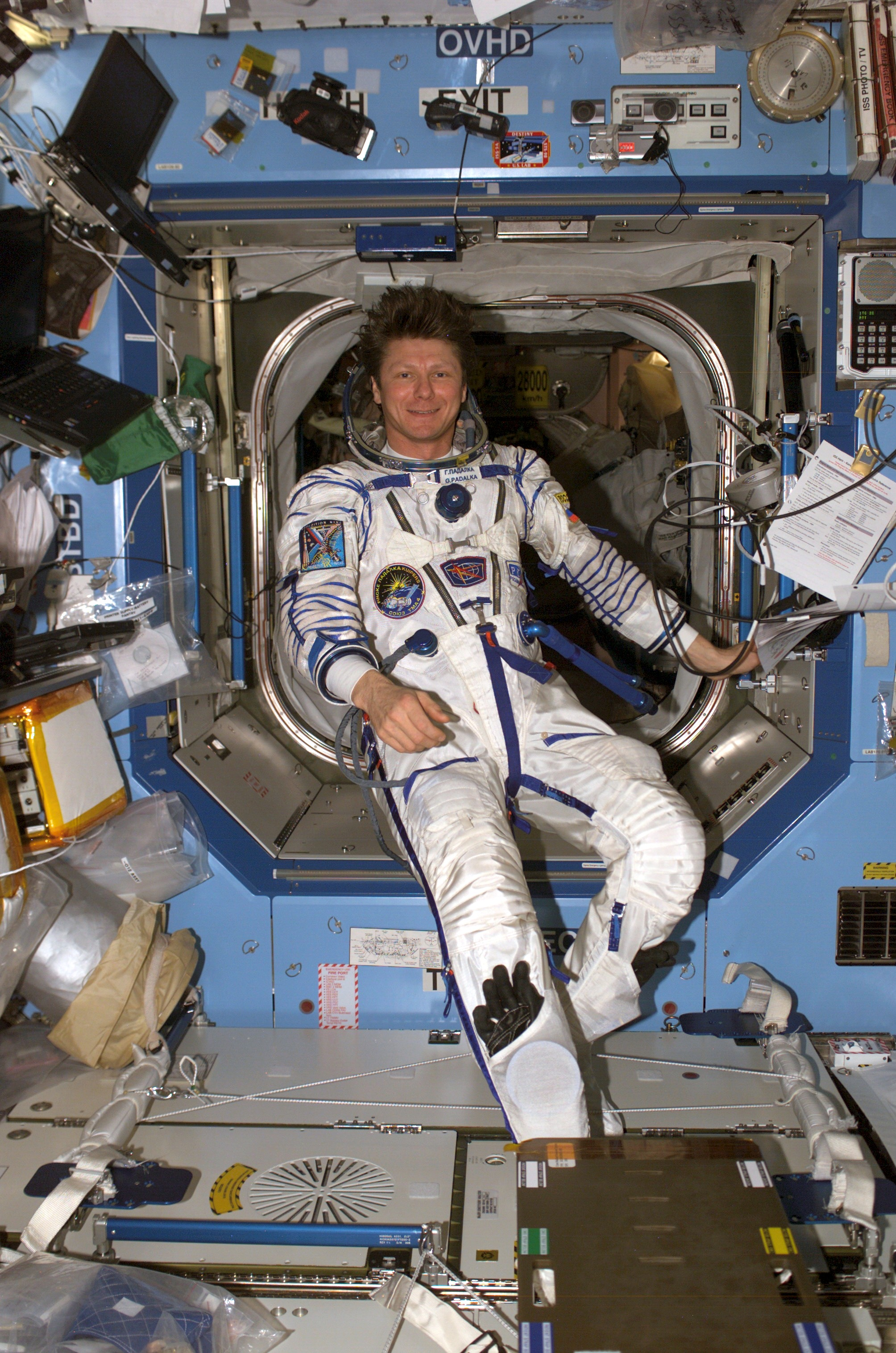
Padalka porteur d'une combinaison spatiale Sokol dans le laboratoire Destiny (Expédition 9).

### Formation
Après avoir posé sa candidature, Padalka est sélectionné comme cosmonaute en 1989 et suit sa formation au centre Youri-Gagarine de juin 1989 à janvier 1991 dont il sort avec la qualification de cosmonaute d'essais. Il suit ensuite un master dans le domaine de la surveillance écologique au centre de formation international de l'UNESCO de Moscou.

### Vol à bord de la station spatiale Mir (1998-1999)
Entre 1991 et 1996 Padalka s'entraine pour de futures missions à bord de la station spatiale russe Mir. il est choisi en 1996 comme commandant de l'équipage de rechange de la mission EO-24. Il est finalement retenu pour faire partie de l'équipage principal de la mission EO-26 et commence son entrainement pour cette mission en octobre 1997. Il s'envole à bord du vaisseau Soyouz TM-28 le 13 aout 1998 et s'amarre à la station Mir deux jours plus tard. Avec son coéquipier Sergueï Avdeïev, il effectue des tâches de maintenance sur le système de support de vie de la station qui commence à accuser son âge et préparer sa désorbitation. Durant son séjour à bord, il effectue une sortie extra-véhiculaire dans l'espace de 6 heures pour installer des expériences scientifiques. Il effectue par ailleurs une deuxième sortie en combinaison spatiale dans le module Spektr dépressurisé pour poser des câbles destinés à améliorer l'alimentation électrique de la station spatiale. Padalka revient au sol à bord de Soyouz TM-28 le 27 février 1999 après avoir séjourné près de 199 jours dans l'espace. Il est immédiatement retenu pour faire partie de l'équipage de remplacement de la mission EO-29 mais à la suite d'un changement de calendrier cette affectation n'est pas maintenue

### Missions à bord de la Station spatiale internationale

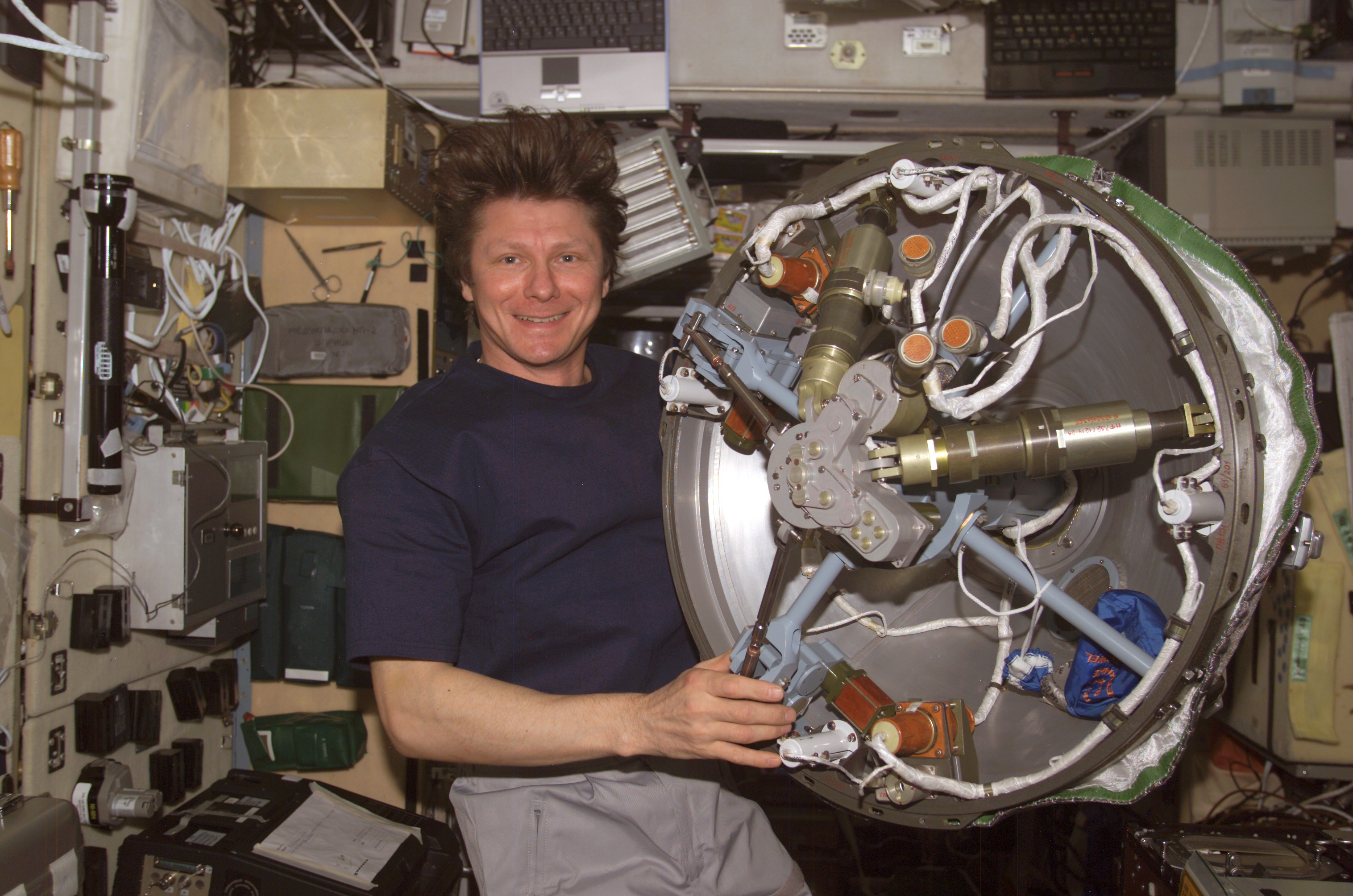
Padalka montre les mécanismes d'amarrage de l'écoutille du cargo spatial Progress 15 (expédition 9).

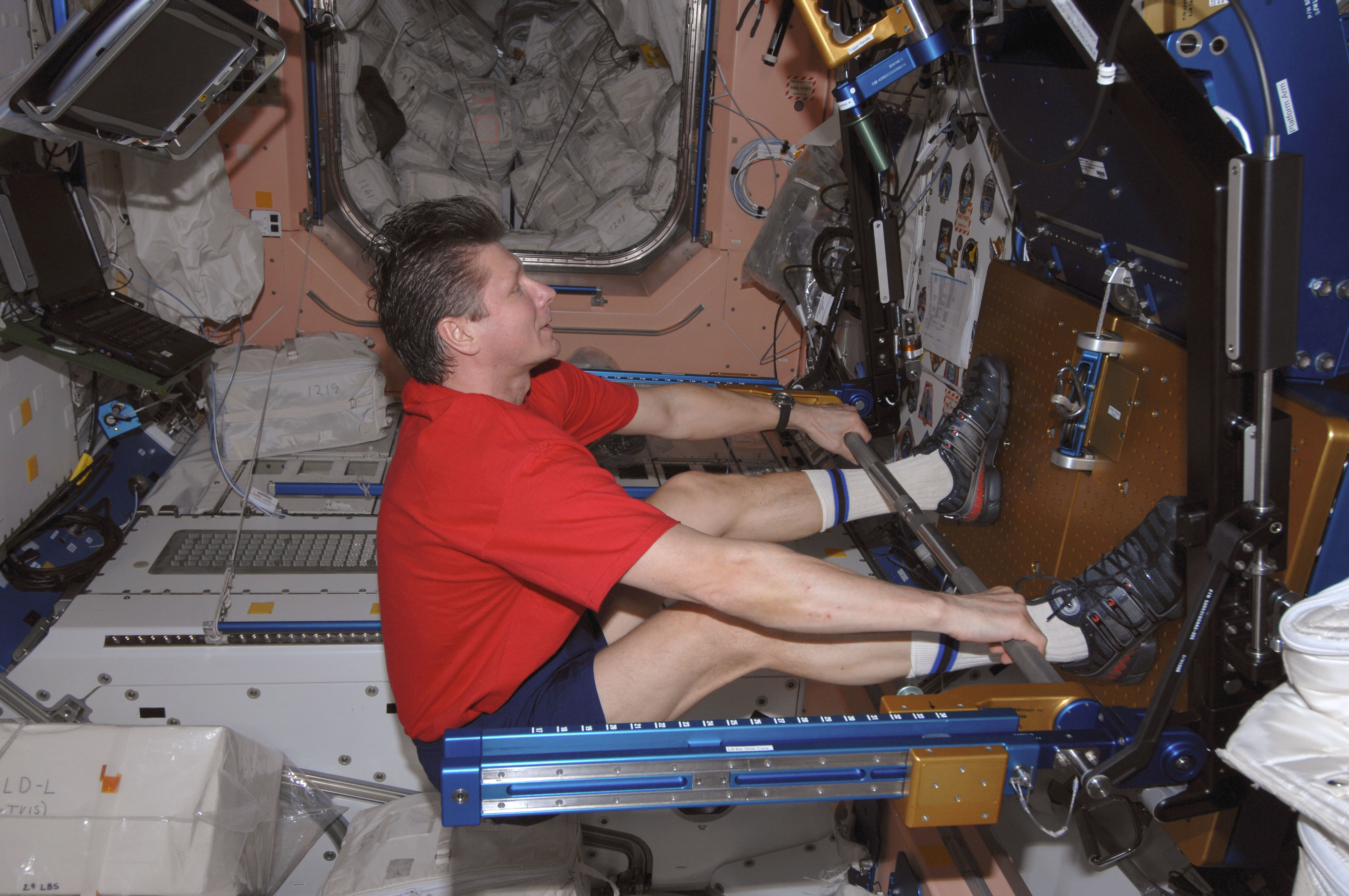
Padalka effectue les exercices imposés par l'absence de gravité durant l'expédition 19.

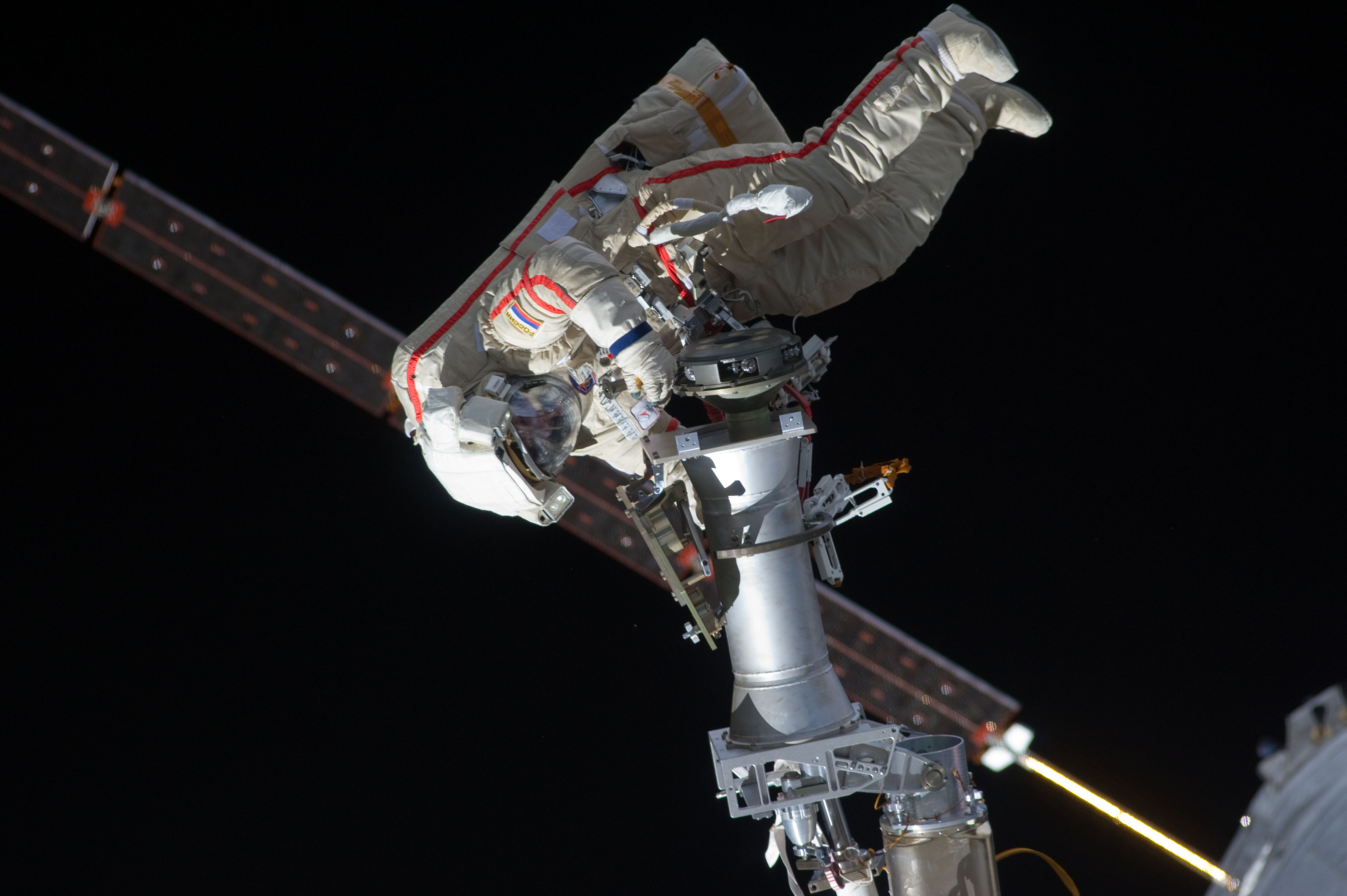
Sortie extra-véhiculaire de Padalka pour déplacer le bras télécommandé Strela-2 (Expédition 32).

En juin 1999 Padalka commence à s'entrainer pour une mission à bord de la Station spatiale internationale dont le premier module vient d'être lancé et qui doit prendre la suite de la station Mir. Il est affecté à la mission de secours ISS-1R qu'il est prévu de lancer si le deuxième module russe Zvezda ne parvient pas à s'amarrer automatiquement à la station spatiale comme prévu. Finalement la mission n'a pas lieu d'être et Padalka est sélectionné pour constituer avec l'astronaute américain Mike Fincke l'équipage de rechange de l'expédition 4. Avec le même équipier, il est désigné pour commander l'expédition 9.

#### Expédition 9 (2004)
Le 19 avril 2004, Guennadi Padalka et Mike Fincke s'envolent à bord de Soyouz TMA-4. Une fois à bord de la station spatiale, les deux hommes sont largement accaparés par des tâches de mise au point et de réparation des équipements de la station. Ils effectuent notamment une sortie extra-véhiculaire pour remettre en service un des actionneurs gyroscopiques. Deux autres sorties sont effectuées pour rapatrier des expériences scientifiques, installer des équipements pour les systèmes de rendez-vous automatiques et effectuer des opérations de maintenance. Au total l'équipage passe 15 heures et 44 minutes à travailler dans le vide. Les deux hommes reviennent au sol le 23 octobre suivant après avoir séjourné 188 jours dans l'espace.

#### Expédition 19/20 (2009)
Padalka reprend l'entrainement en mai 2008 en tant que membre de l'équipage de remplacement de l'Expédition 18 avant d'être nommé commandant de l'équipage des expéditions 19 et 20 qui passe pour la première fois de 3 à 6 personnes grâce à l'augmentation de la capacité d'accueil de la Station spatiale internationale. Padalka quitte le sol à bord de Soyouz TMA-14 en compagnie de l'astronaute américain Mike Barratt et du touriste spatial Charles Simonyi. À la suite de la défaillance du système de rendez-vous automatique, Padalka doit prendre les commandes pour s'amarrer manuellement à la station spatiale. Durant la première phase de son séjour (expédition 19) Padalka et son équipage valident le fonctionnement du sas du module japonais Kibo et du bras télécommandé associé, évaluent le nouveau robot Dextre et effectuent des vérifications sur la structure des panneaux solaires. L'arrivée de Soyouz TMA-15 le 29 mai marque la transition avec l'expédition 19 et le passage à un équipage de 6 personnes. Padalka effectue une sortie extra-véhiculaire en juin pour préparer l'amarrage du module Poisk puis une sortie en combinaison spatiale à l'intérieur du module Zvezda dans lequel le vide a été effectué dans le but de remplacer une écoutille par un système d'amarrage. Deux missions de la Navette spatiale américaine s'amarrent successivement pour amener des composants et assurer la relève d'une partie de l'équipage. Finalement Padalka revient sur Terre le 11 octobre 2009 après avoir séjourné 199 jours dans l'espace.

#### Expédition 31/32 (2012)
En janvier 2010 Padalka est sélectionné pour faire partie de l'équipage de l'Expédition 31 ainsi que de l'Expédition 32 dont il doit prendre le commandement. Il fait partie temporairement de l'équipage de remplacement du vol Soyouz TMA-22 puis s’entraîne sur la nouvelle version TMA du vaisseau Soyouz caractérisée par des commandes numériques. Le 15 mai 2012 Padalka décolle à bord du vaisseau Soyouz TMA-04M qui s'amarre deux jours plus tard à la Station spatiale internationale. L'équipage de 6 personnes doit suivre près de 200 expériences scientifiques tout en assurant les tâches de logistique et de maintenance de la station. Durant la première partie de son séjour, le cargo spatial Dragon est amarré pour la première fois à la station marquant la fin de la desserte par la navette spatiale américaine retirée du service. L'expédition 32 débute le 1er juillet 2012 et pour la troisième fois Padalka assume le commandement d'un équipage. Durant cette phase deux vaisseaux cargo apportent du ravitaillement et de nouvelles expériences scientifiques. Padalka effectue une sortie extra-véhiculaire au cours de laquelle il déplace le bras télécommandé Strela 2 et largue un petit satellite artificiel. Il revient sur Terre le 12 septembre 2012 après un séjour de 124 jours dans l'espace.

#### Expédition 43/44 (2015)
En septembre 2014, Padalka est sélectionné pour faire partie des équipages des expéditions 43 et 44. Il remplace Iouri Lontchakov qui quitte le corps des cosmonautes pour devenir directeur du Centre d'entrainement Youri Gagarine (TsPK). Les deux autres membres de l'équipage sont Scott Kelly et Mikhaïl Kornienko qui doivent séjourner un an à bord de la station spatiale pour mener des tests physiologiques poussés sur les effets de l'apesanteur. Les trois hommes forment l'équipage de remplacement de l'équipage des expéditions 41/42 de septembre 2011.
Finalement le 27 mars 2015 les trois hommes décollent à bord de Soyouz TMA-16M et rejoignent la station spatiale en 6 heures grâce à la nouvelle trajectoire initiée par l'équipage précédent. La mission de Padalka est émaillée d'incidents touchant les vaisseaux et lanceurs chargés d'assurer le ravitaillement et la relève des équipages. Le 28 avril un vaisseau cargo Progress, Progress M-27M, ne parvient pas à rallier la station spatiale à la suite d'un incident qui sera imputé par la suite à son lanceur Soyouz. Le 20 juillet un vaisseau cargo SpaceX Dragon est perdu au tout début de son lancement à la suite d'une défaillance de la fusée Falcon 9 qui doit la placer en orbite. Le 10 août Padalka effectue une sortie extra-véhiculaire d'une durée de cinq heures et demie qui est consacrée essentiellement à des opérations de maintenance. Le 23 août l'amarrage du cargo spatial japonais HTV-5 qui emporte 4,5 tonnes de fret vient réduire les craintes concernant le maintien d'un équipage complet à bord de la station spatiale. Le 28 juin 2015, Gennady Padalka bat un record vieux de 10 ans, celui du nombre total de jours passés dans l'espace, détenu par un autre Russe, Sergueï Krikalev (803 jours, 9 heures et 41 minutes). Le 12 septembre 2015, Padalka revient sur Terre avec le cosmonaute kazakh Aïdyn Aimbetov et l'astronaute danois Andreas Mogensen établissant un nouveau record avec une durée de séjour cumulée de 878 jours, 11 heures et 31 minutes en cinq vols (les sept astronautes qui le suivent à ce classement étant tous russes ou soviétiques),. Son record est cependant dépassé par son compatriote Oleg Kononenko le 5 février 2024.

## Vie privée
Padalka est marié à Irina Anatolievna Ponomareva. Ils ont trois filles : Ioulia, Ekaterina et Sonia. Il apprécie le théâtre, le sport, le parachutisme et la plongée sous-marine. 

## Distinctions
Padalka a reçu de nombreuses décorations de son pays, dont la plus prestigieuse est l'étoile de héros de la fédération de Russie.

## Galerie

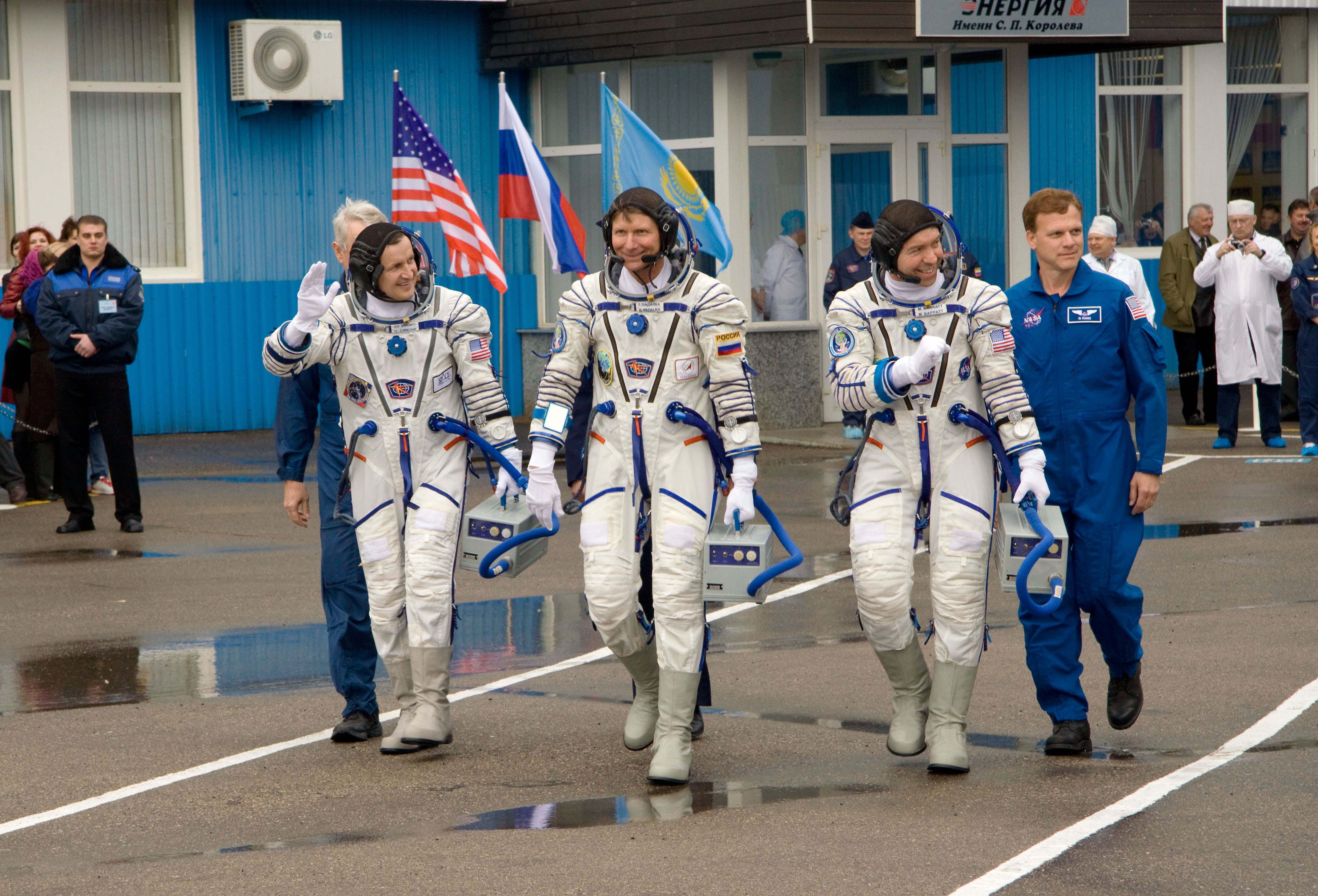
Padalka sur le chemin de l'embarquement pour l'expédition 19.
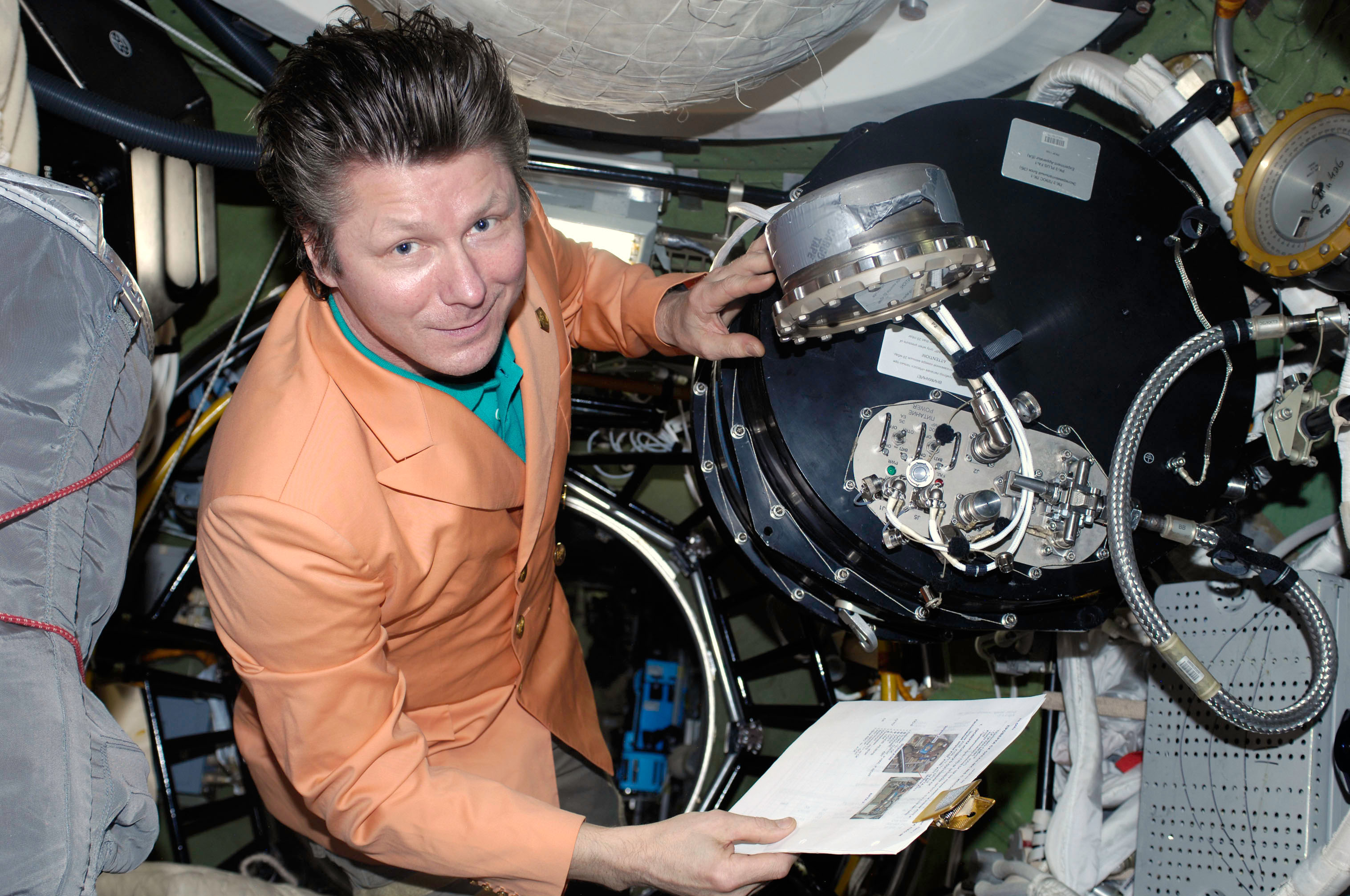
Padalka dans le module Pirs (expédition 20).
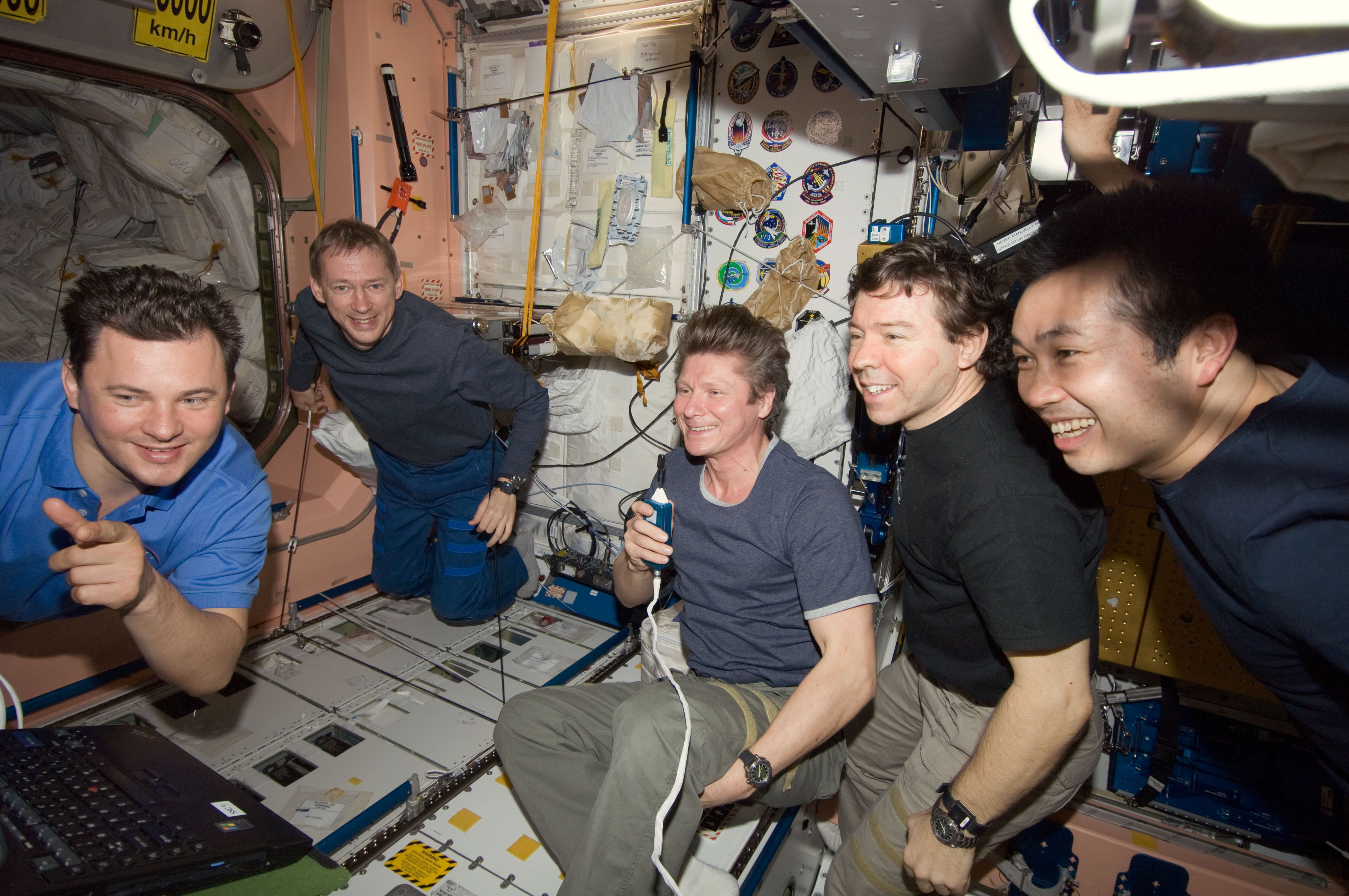
L'équipage de l'expédition 20 fête l'anniversaire de son commandant Padalka.